# Famn
Famn är ett gammalt längdmått. Enheten har i Sverige främst använts till sjöss som mått på vattendjup, fastställt genom lodning. Ursprungligen har den betecknat avståndet mellan en mans utsträckta händer och har passat för att mäta längden hos rep, till exempel vattendjup som mätts med rep.
En svensk famn är 6 fot = 3 alnar = 1,78 meter. Famn har även använts som ytmått (1 kvadratfamn = 3,17 m²) och som rymdmått (1 kubikfamn = 5,65 m³ = 6×6×6 fot). För ved har dessutom enheterna skogsfamn (2,83 m³ = 6×6×3 fot) och storfamn (3,77 m³ = 8×6×3 fot) använts. Ett snarlikt amerikanskt mått för ved är cord = 4×4×8 engelska fot = 3,62 m³.
Många sjökort var brittiska och därför användes även i svenska fartyg de engelska måtten famn och fot, vars storlekar inte överensstämde med de svenska, som användes på land. 1 engelsk famn = 1,829 meter och 1 engelsk fot = 0,3048 meter. 
Man kan även definiera en svensk nautisk famn via definitionen av kabellängd, en kabellängd var standardlängden på en ankartross och uppgavs i Sverige till 100 famnar även om det fanns stor variation på längden av själva tågvirket. 
1907 standardiserades kabellängden till 1/10 av en Nautisk mil, vilket ger en kabellängd av 185,2 m och en famn av 1,852 m. 